# Цагаанхайрхан (Увс)
Цагаанхайрхан (монг.: Цагаанхайрхан) — сомон аймаку Увс, Монголія. Площа 4 тис. км², населення 3,8 тис. Центр сомону селище Мундуухуу лежить за 1170 км від Улан-Батора, за 205 км від міста Улаангом.

## Рельєф
Гори Цагаанхайрхан (2370—2512 м), Арцад, Думбуу, здебільшого степова місцевість. Територією сомону протікають річки Хангилцаг, Туруун, є озера, Хунт, Зегестей, Бурлеі.

## Клімат
Клімат різко континентальний. Щорічні опади 150—250 мм, середня температура січня −40°С, середня температура липня +30°С.

## Природа
Водяться лосі, олені, тарбагани, дикі кози, козулі, аргалі, зайці.

## Корисні копалини
Сомон багатий на кам'яне вугілля, залізну руду, мідь, будівельну сировину.

## Соціальна сфера
Є школа, лікарня, сфера обслуговування.